# Flevoland
Flevoland és una província al centre dels Països Baixos. Establerta l'1 de gener de 1986 amb Lelystad com a capital, és la més jove de les 12 províncies neerlandeses. La seva població era de 359.904 habitants el 2004, per una superfície de 2412 km², dels quals un 41% correspon a aigua.
Situada al sud-est de l'IJsselmeer, està formada per terres guanyades al mar (pòlders), concretament a l'antic Zuiderzee. Tot i estar inicialment planificada com una zona eminentment agrícola, la seva part occidental es considera ara una zona de futura expansió urbana: ha de permetre el creixement del Randstad. Així, el municipi d'Almere, que voreja amb les províncies d'Holanda del Sud i Utrecht, és una vàlvula d'escapament a la manca d'àrees edificables a aquestes darreres.

## Municipis
| 1. Almere - a l'oest de l'illa meridional 2. Dronten - a l'est de l'illa meridional 3. Lelystad - al mig del nord. 4. Noordoostpolder - el més al nord-est 5. Urk - petita àrea al nord-est 6. Zeewolde - part meridional de l'illa |

## Política
| Resultats de les eleccions provincials de 2003 i 2007 | Resultats de les eleccions provincials de 2003 i 2007 | Resultats de les eleccions provincials de 2003 i 2007 | Resultats de les eleccions provincials de 2003 i 2007 | Resultats de les eleccions provincials de 2003 i 2007 |
| ----------------------------------------------------- | ----------------------------------------------------- | ----------------------------------------------------- | ----------------------------------------------------- | ----------------------------------------------------- |
|                                                       | 2003                                                  | 2003                                                  | 2007                                                  | 2007                                                  |
| Partit                                                | %                                                     | Escons                                                | %                                                     | Escons                                                |
| VVD                                                   | 22,7                                                  | 11                                                    | 22,8                                                  | 9                                                     |
| CDA                                                   | 20,8                                                  | 10                                                    | 19,0                                                  | 8                                                     |
| PvdA                                                  | 22,8                                                  | 12                                                    | 17,0                                                  | 7                                                     |
| SP                                                    | 4,6                                                   | 2                                                     | 14,0                                                  | 6                                                     |
| ChristenUnie                                          | 8,0                                                   | 4                                                     | 11,2                                                  | 5                                                     |
| GroenLinks                                            | 6,4                                                   | 3                                                     | 5,5                                                   | 2                                                     |
| SGP                                                   | 3,3                                                   | 1                                                     | 3,5                                                   | 1                                                     |
| PvdD                                                  | -                                                     | -                                                     | 3,2                                                   | 1                                                     |
| D66                                                   | 5,0                                                   | 2                                                     | 2,1                                                   | -                                                     |
| LPF                                                   | 3,9                                                   | 2                                                     | -                                                     | -                                                     |
| Opkomst                                               | 45,4                                                  | 47                                                    | 49,9                                                  | 39                                                    |